# Paweł Zalewski (inżynier)
Paweł Marek Zalewski (ur. 29 czerwca 1970 w Poznaniu) – polski inżynier, profesor Politechniki Morskiej w Szczecinie, nauczyciel akademicki

## Życiorys
Po maturze zdanej w 1989 w VI Liceum Ogólnokształcące im. Stefana Czarnieckiego w Szczecinie studiował na Wydziale Nawigacyjnym Wyższej Szkoły Morskiej w Szczecinie. Studia ukończył  w 1994. Rok później zatrudniony w Akademii Morskiej w Szczecinie.
W 2001 obronił dysertację doktorską Metoda wymiarowania akwenów manewrowych przy zastosowaniu symulacji ruchu statku w czasie nierzeczywistym, w dyscyplinie geodezja i kartografia. W tym samym roku otrzymał medal Amicus Scientiae et Veritatis przyznany przez Szczecińskie Towarzystwo Naukowe.
W 2014 Rada Wydziału Transportu i Elektrotechniki Uniwersytetu Technologiczno-Humanistycznego w Radomiu nadała mu stopień dr. hab. nauk technicznych w dyscyplinie transport po kolokwium habilitacyjnym oraz na podstawie monografii Systemy autonomiczne w procesie oceny bezpieczeństwa jednostek pływających na akwenie ograniczonym. W AMS pełnił funkcje kierownika Zakładu Urządzeń Nawigacyjnych oraz kierownika i dyrektora Centrum Inżynierii Ruchu Morskiego. W kadencji 2016–2020 i ponownie 2020-2024 został wybrany na Dziekana Wydziału Nawigacyjnego. 
Jest opiekunem studenckiego koła naukowego „Offshore”, członkiem Polskiego Forum Nawigacyjnego, brytyjskiego Nautical Institute (w którym reprezentuje Akademię Morską i Wydział jako akredytowany ośrodek szkoleniowy operatorów systemów dynamicznego pozycjonowania).
W latach 2008–2012 był wykładowcą na studiach podyplomowych z systemów sterowania ruchem kolejowym prowadzonych przez Katedrę Transportu Szynowego Politechniki Śląskiej w Katowicach. 
W latach 2015–2016 redaktor naczelny czasopisma European Journal of Navigation (EJN) wydawanego przez Wydawnictwo Naukowe AMS pod egidą Europejskiej Grupy Instytutów Nawigacji EUGIN. Od 2008 r. jest członkiem–ekspertem delegacji Polski na obrady Podkomitetu ds. bezpieczeństwa żeglugi, komunikacji oraz poszukiwań i ratownictwa (NAV i NCSR) Międzynarodowej Organizacji Morskiej. Powołany przez Marszałka województwa zachodniopomorskiego Olgierda Geblewicza do Rady Programowej Morskiego Centrum Nauki im. Prof. Jerzego Stelmacha w kadencji 2018-2022 i wybrany na jej przewodniczącego.
Jest autorem bądź współautorem ponad 100. artykułów, opracowań naukowych, popularno–naukowych, ekspertyz i treści programów kształcenia. Brał udział w 6 międzynarodowych oraz 11 krajowych projektach naukowo-badawczych, w tym w projekcie EFFORT z 5. ramowego programu UE, projekcie SARA z programu Horyzont 2020 oraz regionalnych programach dla państw Morza Bałtyckiego: Baltic Master i EfficienSea. Był kierownikiem dwóch projektów infrastrukturalnych współfinansowanych w ramach Europejskiego Funduszu Rozwoju Regionalnego, których rezultatem jest nowoczesna infrastruktura symulatorów mostków nawigacyjnych w AMS. Uczestniczył w realizowanym dla Europejskiej Agencji Kosmicznej projekcie EMPONA – dotyczącym wykorzystania systemu EGNOS na morzu i obecnie uczestniczy w projekcie MAGS – dotyczącym adaptacyjnej oceny bezpieczeństwa nawigacji przy użyciu GNSS. Pływał okresowo na statkach Polskiej Żeglugi Morskiej oraz armatorów zagranicznych (norweskich i niemieckich) w charakterze starszego marynarza, oficera wachtowego i starszego oficera.

## Odznaczenia
- Srebrny Krzyż Zasługi (04.06.2020)[11]
- Brązowy Krzyż Zasługi (11.09.2002)[12]
- Medal Komisji Edukacji Narodowej (04.08.2015)
- Odznaka honorowa „Zasłużony Pracownik Morza”
- Srebrny Medal za Długoletnią Służbę (01.09.2019)